# Yolanda Matarranz
Yolanda Matarranz, née le 19 février 1973, est une joueuse de pétanque espagnole. 

## Palmarès[1],[2]

### Séniors

#### Championnats du monde
Championne du monde
- Triplette 2002 (avec Maria-José Diaz, Jerónima Ballesta et Maria Perès) :  Équipe d'Espagne
- Tir de précision 2002 :  Équipe d'Espagne
- Triplette 2008 (avec Inès Rosario, Jerónima Ballesta et Silvia Garces) :  Équipe d'Espagne
- Triplette 2015 (avec Inès Rosario, Mélanie Homar Mayol et Aurelia Blazquez) :  Équipe d'Espagne
- Tête à tête 2015 :  Équipe d'Espagne[3]

Troisième
- Triplette 2000 (avec Maria-José Diaz, Maria-José Perès et Marisa Ruiz) :  Équipe d'Espagne
- Triplette 2009 (avec Jerónima Ballesta, Silvia Garces et Inès Rosario) :  Équipe d'Espagne
- Triplette 2011 (avec Lizon Ines, Silvia Garces et Inès Rosario) :  Équipe d'Espagne

#### Championnats d'Europe
Championne d'Europe
- Triplette 2003 (avec María-José Pérez, María-José Diaz et Jerónima Ballesta) :  Équipe d'Espagne
- Triplette 2014 (avec Aurelia Blazquez, Rosario Ines et Melani Homar) :  Équipe d'Espagne
- Tir de précision 2014 :  Équipe d'Espagne
- Tête à tête 2016 :  Équipe d'Espagne
- Tir de précision 2016 :  Équipe d'Espagne

Finaliste
- Triplette 2001 (avec Inès Rosario, Catalina Mayol et Jerónima Ballesta) :  Équipe d'Espagne
- Triplette 2005 (avec María-José Pérez, Verónica Martinez et Jerónima Ballesta) :  Équipe d'Espagne
- Triplette 2012 (avec Veronica Martinez, Silvia Garces et Maria José Perez) :  Équipe d'Espagne

Troisième
- Triplette 2010 (avec Aurelia Blazquez, Silvia Garces et Veronica Martinez) :  Équipe d'Espagne

#### Coupe d'Europe des Clubs
Vainqueur
- 2017 (avec Lucie Rousseaux, Christine Saunier, Dylan Rocher, Stéphane Robineau, Henri Lacroix, Robin Rio, Ludovic Montoro, Jean-Michel Puccinelli et Jean Casale) : ABC Draguignan

#### Jeux méditerranéens
Finaliste
- Doublette 2009 (avec Inès Rosario) :  Équipe d'Espagne
- Doublette 2013 (avec Inès Rosario) :  Équipe d'Espagne

#### Championnats d'Espagne
Championne d'Espagne

#### Coupe de France des clubs
Vainqueur
- 2017 (avec Christine Saunier, Lucie Rousseaux, Dylan Rocher, Henri Lacroix, Stéphane Robineau, Ludovic Montoro, Sony Berth, Robin Rio et Romain Fournie) : ABC Draguignan

#### Autres compétitions
Vainqueur
Finaliste

## Reconnaissance
Un Boulodrome porte son nom et prénom et se situe à Madrid.